# Адальберт Победоносный
Адальберт Победоносный (нем. Adalbert der Siegreiche; ум. в 1055) — маркграф Австрии (1018
—1055) из династии Бабенбергов.

## Биография
Адальберт был сыном маркграфа Леопольда I и унаследовал престол Австрии после смерти старшего брата Генриха I.
Правление Адальберта в Австрии ознаменовалось длительными войнами с Венгрией. Сначала ему удалось значительно расширить территорию маркграфства до реки Лейта, достигнув, таким образом, границ современной Нижней Австрии. Однако после неудачного похода императора Конрада II в Венгрию, эта территория была потеряна. Причём к этому времени относится первое упоминание о Вене, пограничной крепости, захваченной венграми. Следующая война была более успешной и по миру 1043 года земли до Лейты были отторгнуты от Венгрии. Здесь было сформировано особое государственное образование — Новая марка, которая должна была служить буфером между австрийскими и венгерскими территориями. Новая марка была объединена с Австрией в 1063 году.

## Браки и дети
- Глисмод, вероятно - дочь Аделы фон Хамаланд:

Леопольд (ум. 1043), маркграф Новой марки
Эрнст (1027—1075), маркграф Австрии
- Фровила Орсеоло (ум. 1071), дочь Оттона Орсеоло, дожа Венеции[2]